# Amanda Salzgeber
Amanda Salzgeber (geborene Wachter * 26. Februar 2002 in Hohenems) ist eine ehemalige österreichische Skirennfahrerin. Zwischen 2020 und 2025 gehört sie dem B- bzw. C-Kader des ÖSV an.
Salzgeber erzielte ihre größten Erfolge bei den Olympischen Jugendspielen 2020 in Lausanne, als sie dort die Goldmedaille in der Kombination, sowie Bronze im Riesentorlauf und im Teamwettbewerb, zusammen mit Philip Hoffmann gewann.

## Werdegang
Salzgeber wuchs in Bartholomäberg auf und startete für den dortigen Wintersportverein. Sie ist die Tochter der Olympiasiegerin Anita Wachter und des Riesentorlaufvizeweltmeisters von 1993, Rainer Salzgeber. Mit zwei Jahren stand sie das erste Mal auf Skiern, die ersten Rennen bestritt sie mit fünf Jahren. Im Alter von elf Jahren wurde sie Mitglied des Vorarlberger Skiverbands. Bis zur Hochzeit ihrer Eltern 2017 startete sie unter dem Geburtsnamen ihrer Mutter, Wachter, danach unter dem Namen ihres Vaters.
Im November 2018 startete sie am Pass Thurn erstmals bei einem FIS-Rennen, schied jedoch im ersten Durchgang des Slaloms aus. Einen Monat später erreichte sie mit Platz 10 erstmals ein Top-10 Ergebnis. Beim EYOF 2019 in Bjelašnica (Sarajevo) gewann sie im Teamwettbewerb die Silbermedaille, zudem wurde sie sechste im Slalom und 16. im Riesenslalom. Im Dezember 2019 erreichte sie mit Platz drei in der Super-Kombination auf der Reiteralm zum ersten Mal das Podest in einem FIS-Rennen. Am 17. Februar 2020 gewann sie mit dem FIS Super-G in Bischofswiesen erstmals ein FIS-Rennen.

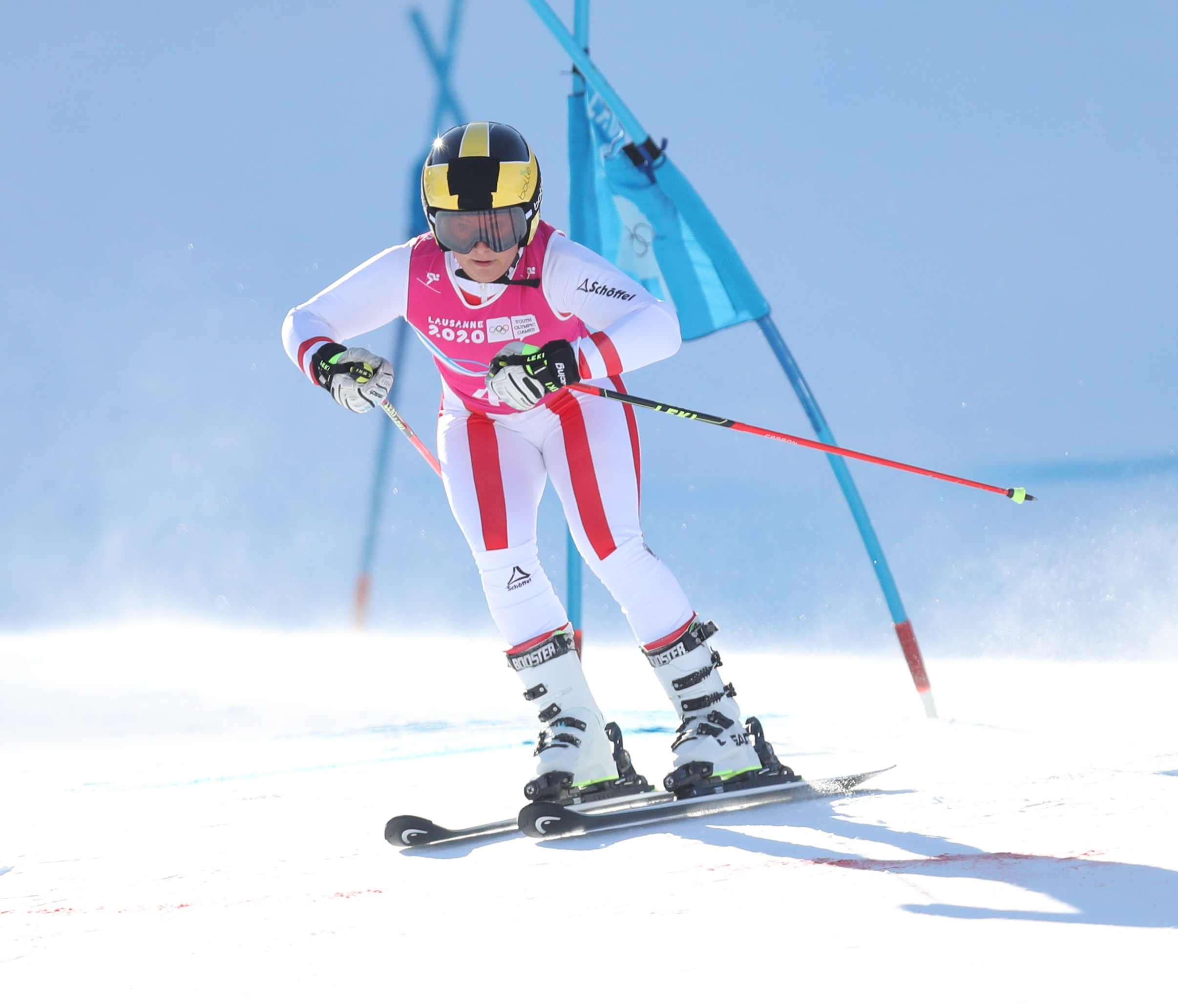
Amanda Salzgeber bei den Olympischen Jugend-Winterspielen 2020

In der Saison 2019/2020 durfte Salzgeber als Vorläuferin beim Weltcup-Riesenslalom in Sölden starten, verletzte sich kurz danach jedoch bei einem Sturz im Training am Syndesmoseband. Im Januar 2020 erfolgte dann der erste Start in einem Europacup-Rennen, einen Monat später mit Platz 25 die ersten Punkte im Europacup. Bei den Olympischen Jugend-Winterspielen 2020 wurde sie Österreichs erfolgreichste Athletin mit einer Gold- und zwei Bronzemedaillen. Im weiteren Verlauf des Jahres erkrankte sie jedoch an COVID-19. Salzgeber entschloss sich daraufhin, sich vorerst auf ihre schulische Laufbahn zu konzentrieren und maturierte am Sportgymnasium in Dornbirn. Für die Saison 2020/2021 wurde Salzgeber in den B-Kader des ÖSV aufgenommen.
Amanda Salzgeber startete im März 2022 zusammen mit Magdalena Egger und Victoria Olivier, Viktoria Bürgler, Valentina Pfurtscheller, Sophia Waldauf, Lukas Feurstein, Lukas Broschek, Lukas Passrugger, Kilian Pramstaller, Raphael Riederer und Joshua Sturm bei der Junioren-WM in Kanada. Dort erreichte sie Platzierungen 7 und 12 in Abfahrt und Riesenslalom, in Super-G und Kombination schied sie jeweils aus.
2023 erkrankte Salzgeber an Borreliose sowie Pfeifferschem Drüsenfieber, wodurch sie nur vereinzelt Rennen bestreiten konnte. Infolgedessen wurde sie im ÖSV-Kader vorerst abgestuft.
Am 2. Dezember 2024 gelang Salzgeber beim Riesenslalom in Zinal ihre beste Europacupplatzierung, sie belegte den 16. Platz.
Im Juli 2025 erklärte die 23-Jährige ihren Rücktritt vom Rennsport. Wachter übte dabei massive Kritik an ÖSV Cheftrainer Roland Assinger.

## Erfolge

### Olympische Jugend-Winterspiele
- Lausanne 2020: 1. Kombination, 3. Riesenslalom, 3. Teamwettbewerb, 4. Super-G, DNF Slalom

### Juniorenweltmeisterschaften
- Panorama 2022: 7. Abfahrt, 12. Riesenslalom, DNF Super-G, DNF Kombination

### Europäisches Olympisches Jugendfestival
- Sarajevo 2019: 2. Teamwettbewerb, 6. Slalom, 16. Riesenslalom

### Europacup
- Eine Platzierung unter den besten 20

### South American Cup
- 2 Platzierungen unter den besten 10

### Weitere Erfolge
- 5 Siege bei FIS-Rennen